# Elka Graham
Elka Graham, nach Heirat Elka Whalan (* 20. Oktober 1981 in Sydney, New South Wales), ist eine ehemalige australische Schwimmerin. Sie erschwamm bei Olympischen Spielen eine Silbermedaille. Bei Weltmeisterschaften auf der 50-Meter-Bahn erhielt sie je einmal Gold, Silber und Bronze, auf der 25-Meter-Bahn waren es einmal Silber und einmal Bronze. Bei Commonwealth Games erkämpfte sie zweimal Silber und einmal Bronze.

## Sportliche Karriere
Die 1,87 Meter große Elka Graham studierte an der University of Sydney und schwamm für deren Sportteam.
Bei den Kurzbahnweltmeisterschaften 2000 in Athen erreichte Graham viermal das Finale. Sie wurde Siebte über 100 Meter Freistil, Sechste mit der 4-mal-100-Meter-Freistilstaffel, Fünfte mit der 4-mal-200-Meter-Freistilstaffel und Vierte mit der 4-mal-100-Meter-Lagenstaffel. Ein halbes Jahr später bei den olympischen Schwimmwettbewerben in Sydney schwamm die 4-mal-100-Meter-Freistilstaffel mit Elka Graham, Sarah Ryan, Mel Dodd und Giaan Rooney die fünftschnellste Vorlaufzeit. Im Finale wurden Susie O’Neill, Sarah Ryan, Elka Graham und Giaan Rooney Sechste. In der 4-mal-200-Meter-Freistilstaffel vier Tage später erreichten Elka Graham, Kirsten Thomson, Jacinta van Lint und Giaan Rooney die zweitbeste Vorlaufzeit. Im Finale unterboten Susie O’Neill, Giaan Rooney, Kirsten Thomson und Petria Thomas die Vorlaufzeit um fast fünf Sekunden und schlugen 0,72 Sekunden hinter dem Quartett aus den Vereinigten Staaten, aber 0,12 Sekunden vor der deutschen Staffel an. Wie seit 1984 üblich erhielten auch die beiden nur im Vorlauf eingesetzten Schwimmerinnen eine Silbermedaille.
Bei den Weltmeisterschaften 2001 in Fukuoka wurde Graham Sechste mit der 4-mal-100-Meter-Freistilstaffel, bei der sie nur im Vorlauf eingesetzt wurde. In der 4-mal-200-Meter-Freistilstaffel war sie nur im Finale aufgestellt worden, die Staffel wurde disqualifiziert. Über 200 Meter Freistil erreichte Graham das Finale und belegte den siebten Platz mit etwas über einer Sekunde Rückstand auf die Weltmeisterin Giaan Rooney. In der Lagenstaffel schwammen im Vorlauf Clementine Stoney, Tarnee White, Petria Thomas und Elka Graham die viertbeste Zeit. Im Finale waren Dyana Calub, Leisel Jones, Petria Thomas und Sarah Ryan fünfeinhalb Sekunden schneller als die Vorlaufstaffel, die Australierinnen gewannen Gold vor den Staffeln aus den Vereinigten Staaten und aus China.
Im April 2002 bei den Kurzbahnweltmeisterschaften in Moskau erschwamm die 4-mal-200-Meter-Freistilstaffel mit Elka Graham, Petria Thomas, Lori Munz und Giaan Rooney die Bronzemedaille hinter den Staffeln aus China und den Vereinigten Staaten. Über 100 Meter Freistil belegte Graham den achten Platz. Die 4-mal-100-Meter-Freistilstaffel mit Sarah Ryan, Petria Thomas, Giaan Rooney und Elka Graham wurde Zweite hinter den Schwedinnen. Schließlich wurde Elka Graham Vierte über 200 Meter Freistil. Im August 2002 bei den Commonwealth Games 2002 in Manchester siegte über 200 Meter Freistil die Engländerin Karen Pickering vor ihrer Landsfrau Karen Legg. 0,21 Sekunden hinter Legg schlugen Petria Thomas und Elka Graham gleichzeitig an und erhielten beide eine Bronzemedaille. Über 400 Meter Freistil gewann die Engländerin Rebecca Cooke mit fast zwei Sekunden Vorsprung vor Elka Graham. Eine weitere Silbermedaille erkämpfte Graham mit der 4-mal-200-Meter-Freistilstaffel. Drei Wochen nach den Commonwealth Games fanden in Yokohama die Pan Pacific Swimming Championships statt. Graham wurde Vierte über 400 Meter Freistil und gewann Silber mit der 4-mal-200-Meter-Freistilstaffel. Über 200 Meter Freistil erkämpfte sie ebenfalls Silber mit fast einer Sekunde Rückstand auf Lindsay Benko aus den Vereinigten Staaten aber eine Zehntelsekunde vor Giaan Rooney.
Ein Jahr später bei den Weltmeisterschaften 2003 in Barcelona verpasste Elka Graham als Vierte über 400 Meter Freistil die Medaillenränge um fast eine Sekunde. Die 4-mal-100-Meter-Freistilstaffel mit Lisbeth Lenton, Elka Graham, Jodie Henry und Alice Mills wurde Dritte hinter dem US-Quartett und den Deutschen, die eine Zehntelsekunde vor den Australierinnen anschlugen. Sophie Edington erhielt für ihren Vorlaufeinsatz ebenfalls eine Bronzemedaille. In der 4-mal-200-Meter-Freistilstaffel schwammen Giaan Rooney, Heidi Crawford, Linda Mackenzie und Melanie Houghton die siebtbeste Vorlaufzeit. Im Endlauf erreichten Elka Graham, Linda Mackenzie, Kirsten Thomson und Alice Mills als Zweite hinter der Staffel aus den Vereinigten Staaten das Ziel vor den Chinesinnen. Schließlich belegte Elka Graham über 200 Meter Freistil als beste Australierin den siebten Platz.
Zum Abschluss ihrer Karriere nahm Elka Graham 2004 in Athen an ihren zweiten Olympischen Spielen teil. Über 400 Meter Freistil schied sie als 13. der Vorläufe aus, während Linda Mackenzie den siebten Platz im Endlauf erreichte. Über 200 Meter Freistil verpasste Graham als Neunte des Halbfinales den Finaleinzug um 0,14 Sekunden, hier war Linda Mackenzie im Vorlauf ausgeschieden. Die 4-mal-200-Meter-Freistilstaffel mit Shayne Reese, Elka Graham, Linda Mackenzie und Giaan Rooney erreichte die drittbeste Vorlaufzeit. Obwohl Alice Mills, Elka Graham, Shayne Reese und Petria Thomas im Endlauf viereinhalb Sekunden unter der Vorlaufzeit blieben, erreichten sie nur den vierten Platz mit 0,05 Sekunden Rückstand auf die deutsche Staffel.
Elka Graham heiratete den Wasserballspieler und viermaligen Olympiateilnehmer Thomas Whalan.